# 畠世周
畠 世周（はたけ せいしゅう、1994年5月31日 - ）は、広島県呉市出身のプロ野球選手（投手）。右投左打。阪神タイガース所属。

## 経歴

### プロ入り前
呉市立川尻中学校の軟式野球部から近大福山高等学校に進学した。入学時の球速は133km/hであったが、3年時には142km/hを計測するまで成長した。チームのエースを務めた3年次は広島県ベスト16の成績を残した。4回戦の広島新庄高等学校戦では後に巨人でチームメイトとなる田口麗斗（田口は当時2年生）と対戦。田口が先発で7回1安打無失点と好投したのに対し、リリーフした畠は2回を7失点と力を出せず、チームも0-12で敗退した。
近畿大学に進学し、大学通算46試合に登板、13勝13敗、防御率2.03、216奪三振を記録。大学の同期に則本佳樹がいる。
2016年10月20日に行われたドラフト会議で、読売ジャイアンツに2位指名を受けた。11月15日、契約金7000万円、年俸1200万円で契約（金額は推定）。背番号は28。ドラフト後に右肘の遊離軟骨除去手術を行った。担当スカウトは益田明典。

### 巨人時代
2017年は右肘手術の影響でキャンプを三軍で迎える。4月30日に二軍で初登板し、5回無失点だった。7月6日の広島東洋カープ戦で一軍デビューし、4回4失点。7月19日の中日ドラゴンズ戦で7回1/3を7安打2失点でプロ初勝利を挙げた。その後も先発ローテーションに定着し勝ち星を重ねた。しかし、9月30日の阪神タイガース戦では初回に2番打者の上本博紀の頭部に死球を当ててしまい、当時のNPB一軍公式戦史上最速となる「試合開始から4球目での危険球退場処分」という記録を残した。また、対戦打者数でも風張蓮と並ぶ最速タイ。翌日10月1日の阪神戦で5回から2番手として登板。最初の打者は打ち取るも、前日危険球を投じた上本と、続く糸井嘉男に二者連続でソロ本塁打を打たれた。その後は無失点に抑え7回までを投げ3回2失点で降板したがチームはこの試合に敗れ11年ぶりにBクラスが決定した。シーズン全体では13試合に登板し、6勝4敗と勝ち越して防御率も2.99と良好だった。オフに、1200万円増の推定年俸2400万円で契約を更改した。
2018年は、2月のキャンプ中に腰を痛め、三軍での調整となった。治療と調整が長引き、三軍での実戦復帰が8月11日、二軍合流が9月4日と大きく出遅れた。9月11日に一軍シーズン初昇格。手薄なリリーフ陣を補うため、この年は先発では一切投げず、中継ぎに専念した。9月23日の阪神タイガース戦で5番手として登板。チームが逆転勝ちを収め初勝利。10月9日の阪神タイガース戦でも2番手として登板し勝利投手となった。CSファーストステージのヤクルト戦で7回の1イニングを無失点に抑える。ファイナルステージの広島戦では第2戦に7回から登板するも2イニング目の8回に二死走者なしから打ち込まれ1回2/3を4失点と打ち込まれ逆転負けを喫した。オフに、480万円減の推定年俸1920万円で契約を更改した。背番号が31に変更されることも発表された。
2019年は、開幕から先発ローテーションに入るも、2試合続けて5回を持たずに5失点以上で降板したことから4月15日に二軍降格。4月30日に中継ぎとして一軍に復帰したが、5月6日に二軍で再調整となった。7月18日に3年前同様の右肘の遊離軟骨除去手術を受け、再度一軍に昇格することはできなかった。オフには、290万円減の推定年俸1630万円で契約を更改した。
2020年、春季キャンプ中の2月29日に右肩の肉離れで一軍から離脱することが発表された。7月31日の広島戦でシーズン初登板・初先発を果たしたが、1点リードで迎えた5回に會澤翼に頭部死球を与え、2度目の危険球退場となった。8月には3試合に先発するも3連敗を喫し、8月23日に登録を抹消された。9月20日に再登録されると、以降はローテーションを守った。11月1日のヤクルト戦でプロ初完封勝利を記録した。最終的には、すべて先発で12試合に登板し、4勝4敗、防御率2.88を記録。11月25日のソフトバンクとの日本シリーズ第4戦に先発するも、柳田悠岐と甲斐拓也にそれぞれ2ランを打たれ、2回途中で降板した。オフには、570万円増の推定年俸2200万円で契約を更改した。背番号が45に変更されることも発表された。
2021年は4月14日の中日ドラゴンズ戦で初勝利。6月からはリリーフに転向し、自己最多となる52試合に登板した。またシーズンを通して横浜DeNAベイスターズとの相性の良さを見せた。オフには1430万円増となる推定年俸3630万円で契約を更改した。
2022年は27試合に登板し、3勝0敗1セーブ、防御率3.14を記録。11月25日、330万円減となる推定年俸3300万円で契約を更改した。
2023年は3月23日に右肘関節鏡視下クリーニングの手術を受け、同年は一軍登板なしに終わった。11月29日、800万減となる推定年俸2500万円で契約を更改した。
2024年は一軍ではわずか1試合の登板にとどまるも、二軍では37試合に登板し、2勝1敗2セーブ、防御率1.41を記録した。

### 阪神時代
2024年12月9日に行われた現役ドラフトにて、阪神タイガースへの移籍が決まった。背番号は36。

## 選手としての特徴
グラブを頭上に掲げ、これを下ろす反動で右腕を高く跳ね上げる縦振りの投球フォームが特徴。プロ2年目の2018年に三軍で速球が自己最速となる156km/hを記録。変化球はスライダー、カットボール、カーブ、フォーク、チェンジアップを駆使する。

## 人物
- 世周という名前には「世の中が自分にとってプラスに回るように」という意味がある[4]。
- 田口麗斗とは遠い親戚関係に当たる[52]。
- 元々左利きであったが、小学生のときに両親からの提案を受けて、ポジションの選択肢を増やすため右投げに矯正した[2]。
- 2017年から地元・呉市の「くれ観光特使」を務める[53]。
- 筋金入りのBanG Dream!ファン（バンドリーマー）として知られており、推しのバンドはRoseliaで、登場曲をRoseliaによる楽曲にしているほどである[54]。2021年は、劇場版「BanG Dream! Episode of Roselia I:約束」の公開時期に差し掛かっていたことから、オリジナル曲の「約束」となった。
- 涼宮ハルヒシリーズのファンでもあり、「涼宮ハルヒの直観」が発売した際には応援コメントも寄せている[55][56]。

## 詳細情報

### 年度別投手成績
| 年 度     | 球 団     | 登 板 | 先 発 | 完 投 | 完 封 | 無 四 球 | 勝 利 | 敗 戦 | セ 丨 ブ | ホ 丨 ル ド | 勝 率 | 打 者 | 投 球 回 | 被 安 打 | 被 本 塁 打 | 与 四 球 | 敬 遠 | 与 死 球 | 奪 三 振 | 暴 投 | ボ 丨 ク | 失 点 | 自 責 点 | 防 御 率 | W H I P |
| --------- | --------- | ----- | ----- | ----- | ----- | -------- | ----- | ----- | -------- | ----------- | ----- | ----- | -------- | -------- | ----------- | -------- | ----- | -------- | -------- | ----- | -------- | ----- | -------- | -------- | ------- |
| 2017      | 巨人      | 13    | 12    | 0     | 0     | 0        | 6     | 4     | 0        | 0           | .600  | 288   | 72.1     | 53       | 9           | 23       | 0     | 2        | 72       | 1     | 0        | 27    | 24       | 2.99     | 1.05    |
| 2018      | 巨人      | 9     | 0     | 0     | 0     | 0        | 2     | 0     | 0        | 3           | 1.000 | 41    | 9.2      | 10       | 0           | 2        | 0     | 0        | 10       | 1     | 0        | 3     | 3        | 2.79     | 1.24    |
| 2019      | 巨人      | 5     | 3     | 0     | 0     | 0        | 0     | 1     | 0        | 0           | .000  | 76    | 15.2     | 26       | 2           | 5        | 0     | 1        | 14       | 0     | 0        | 14    | 12       | 6.89     | 2.07    |
| 2020      | 巨人      | 12    | 12    | 1     | 1     | 0        | 4     | 4     | 0        | 0           | .500  | 265   | 65.2     | 47       | 5           | 23       | 0     | 4        | 49       | 1     | 0        | 22    | 21       | 2.88     | 1.07    |
| 2021      | 巨人      | 52    | 9     | 0     | 0     | 0        | 4     | 3     | 1        | 11          | .571  | 390   | 96.2     | 83       | 13          | 25       | 1     | 4        | 97       | 2     | 1        | 37    | 33       | 3.07     | 1.12    |
| 2022      | 巨人      | 27    | 0     | 0     | 0     | 0        | 3     | 0     | 1        | 5           | 1.000 | 122   | 28.2     | 22       | 3           | 14       | 2     | 0        | 22       | 1     | 0        | 11    | 10       | 3.14     | 1.26    |
| 2024      | 巨人      | 1     | 0     | 0     | 0     | 0        | 0     | 0     | 0        | 0           | ----  | 10    | 3.0      | 1        | 1           | 0        | 0     | 0        | 3        | 0     | 0        | 1     | 1        | 3.00     | 0.33    |
| 通算：7年 | 通算：7年 | 119   | 36    | 1     | 1     | 0        | 19    | 12    | 2        | 19          | .613  | 1192  | 291.2    | 242      | 33          | 92       | 3     | 11       | 267      | 6     | 1        | 115   | 104      | 3.21     | 1.15    |

- 2024年度シーズン終了時
- 各年度の太字はリーグ最高

### 年度別守備成績
| 年 度 | 球 団 | 投手  | 投手  | 投手  | 投手  | 投手  | 投手     |
| 年 度 | 球 団 | 試 合 | 刺 殺 | 補 殺 | 失 策 | 併 殺 | 守 備 率 |
| ----- | ----- | ----- | ----- | ----- | ----- | ----- | -------- |
| 2017  | 巨人  | 13    | 0     | 8     | 1     | 1     | .889     |
| 2018  | 巨人  | 9     | 0     | 2     | 0     | 0     | 1.000    |
| 2019  | 巨人  | 5     | 0     | 4     | 1     | 0     | .800     |
| 2020  | 巨人  | 12    | 1     | 10    | 0     | 1     | 1.000    |
| 2021  | 巨人  | 52    | 3     | 15    | 0     | 0     | 1.000    |
| 2022  | 巨人  | 27    | 2     | 6     | 0     | 0     | 1.000    |
| 2024  | 巨人  | 1     | 0     | 0     | 0     | 0     | ----     |
| 通算  | 通算  | 119   | 6     | 45    | 2     | 2     | .962     |

- 2024年度シーズン終了時

### 記録
初記録
投手記録
- 初登板・初先発登板：2017年7月6日、対広島東洋カープ14回戦（MAZDA Zoom-Zoom スタジアム広島）、4回4失点で勝敗つかず[57]
- 初奪三振：同上、1回裏に菊池涼介から空振り三振
- 初勝利・初先発勝利：2017年7月19日、対中日ドラゴンズ15回戦（ナゴヤドーム）、7回1/3を2失点[58][59]
- 初ホールド：2018年9月12日、対東京ヤクルトスワローズ22回戦（東京ドーム）、8回表に2番手で救援登板、1回無失点
- 初完投・完封勝利：2020年11月1日、対東京ヤクルトスワローズ22回戦（東京ドーム）、9回7奪三振無失点
- 初セーブ：2021年9月12日、対広島東洋カープ18回戦（MAZDA Zoom-Zoom スタジアム広島）、9回裏に3番手で救援登板・完了、1回無失点

打撃記録
- 初打席：2017年7月6日、対広島東洋カープ14回戦（MAZDA Zoom-Zoom スタジアム広島）、2回表にクリス・ジョンソンから三塁ゴロ
- 初安打・初打点：2017年9月17日、対横浜DeNAベイスターズ最終戦（東京ドーム）、5回裏に加賀繁から中前適時打[60]

### 背番号
- 28（2017年[9] - 2018年）
- 31（2019年[24] - 2020年）
- 45（2021年[35] - 2024年）
- 36（2025年[46] - ）